# Le Vrétot
Le Vrétot est une ancienne commune française du département de la Manche et de la région Normandie, peuplée de 563 habitants, devenue le 1er janvier 2016 une commune déléguée au sein de la commune nouvelle de Bricquebec-en-Cotentin.

## Géographie

### Localisation
Le Vrétot se situe sur la route de Bricquebec à Barneville-Carteret.
Les communes limitrophes sont Quettetot, Bricquebec-en-Cotentin, Les Perques, Pierreville, Saint-Germain-le-Gaillard, Sénoville, Sortosville-en-Beaumont et Surtainville.

## Toponymie
Le nom de la localité est attesté sous les formes Ovretoth vers 1062 (Fauroux 205), Ulvetot au XIIe siècle, Ovritot vers 1210, en 1221 (Feoda), [de] Vritot en 1250, Ouvritot vers 1280 (Pouillé).
Il s'agit d'une formation toponymique médiévale en -tot, élément qui représente l'ancien scandinave topt, toft « site d'une habitation, d'une ferme, ancienne ferme »,,.
L'interprétation du premier élément Le Vré- ne fait pas l'unanimité chez les spécialistes, si tous sont bien d'accord sur une altération d'un élément Ovre- / Ovri- constatée dans les formes anciennes, ils se divisent cependant sur son identification. Il s'agit soit d'un anthroponyme en l'occurrence anglo-saxon Olvricus / Ulvricus, (comprendre Olvric / Ulvric), soit d'un autre élément, à savoir øfri « supérieur, d'en haut » (comprendre öfri, cf. islandais efri).
Par ailleurs, l'altération Ouvretot > Le Vrétot est explicable par le fait qu’Ouvretot a été compris « ou Vrétot », c'est-à-dire « au Vrétot », ou étant l'ancienne prononciation régionale de au, d'où Le Vrétot. Dans l'anthroponymie scandinave, il existe aussi un nom de personne norrois UlfríkR (ancien danois Ulfrik) / Úlfrekr.

## Histoire

### Moyen Âge
Dans la première moitié du XIIe siècle, la paroisse relevait de l'honneur de Bricquebec.

### Temps modernes
En 1567, Jehan de Camprond, écuyer, tenant la vavassorie de Lestablerye (alias du Buisson ou à Lestablier), est taxé pour ce fief de 8 livres dans le rôle des nobles et roturiers, au titre du ban et de l'arrière ban de la vicomté de Coutances, réalisé par Gilles Dancel, seigneur d'Audouville, lieutenant général du bailli de Cotentin, tenu à Coutances les 20-22 octobre. La vavassorie de Lestablerye au Vrétot qui valait un huitième de fief de haubert et était tenu de la baronnie de Bricquebec, avait une extension sur Surtainville. Dans le même rôle, les héritiers de feu Michel de Camprond, sieur de Malassis et Sothevast, sont taxés de 24 livres. Le fief de Malassis au Vrétot, qui valait un demi-fief de haubert, relevait aussi de la baronnie de Bricquebec. Celui de Sothevast au Vrétot également, qui valait un demi-fief de haubert et relevait de la baronnie de Bricquebec, avait une extension sur Surtainville.

### Époque contemporaine
Le 1er janvier 2016, Le Vrétot intègre avec cinq autres communes la commune de Bricquebec-en-Cotentin créée sous le régime juridique des communes nouvelles instauré par la loi no 2010-1563 du 16 décembre 2010 de réforme des collectivités territoriales. Les communes de Bricquebec, Les Perques, Quettetot, Saint-Martin-le-Hébert, Le Valdécie et Le Vrétot deviennent des communes déléguées et Bricquebec est le chef-lieu de la commune nouvelle.

## Politique et administration
| Période                                  | Période       | Identité                        | Étiquette | Qualité     |
| ---------------------------------------- | ------------- | ------------------------------- | --------- | ----------- |
| 1800                                     | 1821          | Antoine Jean Jacques Surcouf    |           | Cultivateur |
| 1821                                     | 1841          | Jean Félix Lainey               |           |             |
| 1841                                     | 1870          | Pierre Charles Buret            |           | Cultivateur |
| 1870                                     | 1896          | Jean François Alexandre Mendret |           | Cultivateur |
| 1896                                     | 1904          | Gaston Chazot                   |           |             |
| 1904                                     | 1917          | Jacques Mendret                 |           |             |
| 1918                                     | 1930          | Jean-Baptiste Godefroy          |           |             |
| 1930                                     | 1935          | Jean Delvaux                    |           |             |
| 1935                                     | 1960          | Jules Montrieul                 |           |             |
| 1960                                     | 1977          | Alexandre Postaire              |           |             |
| 1977                                     | 1983          | Aldophe Pouchin                 |           |             |
| 1983                                     | 1995          | Joseph Marie                    |           |             |
| 1995                                     | décembre 2015 | Yvonne Martin                   |           |             |
| Les données manquantes sont à compléter. |               |                                 |           |             |

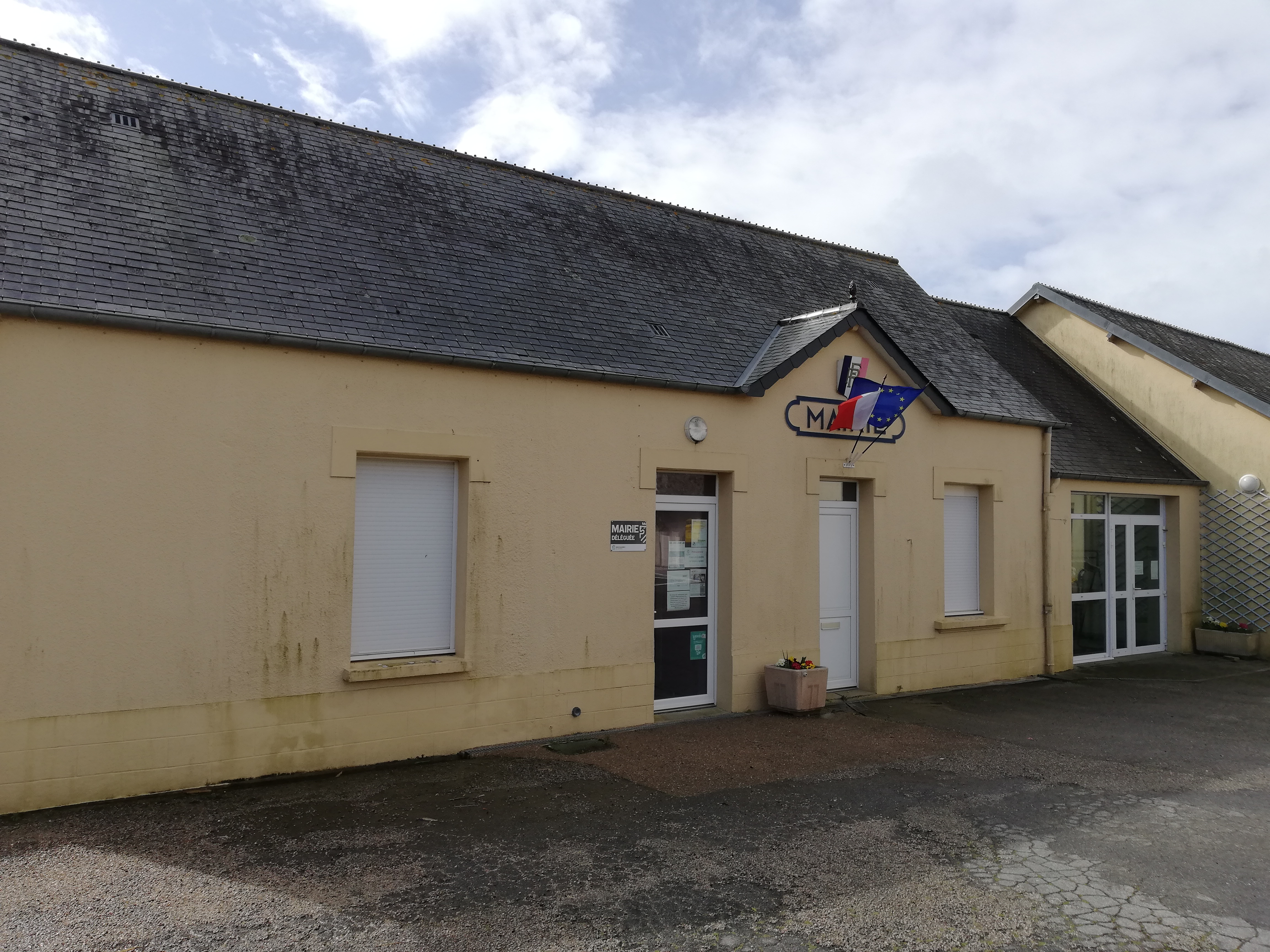
Mairie déléguée.

Le conseil municipal était composé de quinze membres dont le maire et deux adjoints. Ces conseillers intègrent au complet le conseil municipal de Bricquebec-en-Cotentin le 1er janvier 2016 jusqu'en 2020 et Yvonne Martin devient maire délégué.
| Période   | Période  | Identité      | Étiquette | Qualité                  |
| --------- | -------- | ------------- | --------- | ------------------------ |
| jan. 2016 | mai 2020 | Yvonne Martin |           |                          |
| mai 2020  | En cours | Guy Laisney   |           | Magasinier à la retraite |

## Population et société
Les habitants de la commune sont appelés les Vrétotais.

### Démographie
En 2021, la commune comptait 563 habitants. Depuis 2004, les enquêtes de recensement dans les communes de moins de 10 000 habitants ont lieu tous les cinq ans (en 2006, 2011, 2016, etc. pour Le Vrétot) et les chiffres de population municipale légale des autres années sont des estimations.
| 1793 | 1800  | 1806  | 1821  | 1831  | 1836  | 1841  | 1846  | 1851  |
| ---- | ----- | ----- | ----- | ----- | ----- | ----- | ----- | ----- |
| 730  | 1 278 | 1 295 | 1 437 | 1 216 | 1 225 | 1 193 | 1 200 | 1 152 |

| 1856  | 1861  | 1866 | 1872 | 1876 | 1881 | 1886 | 1891 | 1896 |
| ----- | ----- | ---- | ---- | ---- | ---- | ---- | ---- | ---- |
| 1 020 | 1 044 | 995  | 940  | 870  | 832  | 833  | 800  | 783  |

| 1901 | 1906 | 1911 | 1921 | 1926 | 1931 | 1936 | 1946 | 1954 |
| ---- | ---- | ---- | ---- | ---- | ---- | ---- | ---- | ---- |
| 753  | 735  | 743  | 582  | 626  | 702  | 666  | 683  | 670  |

| 1962 | 1968 | 1975 | 1982 | 1990 | 1999 | 2006 | 2011 | 2016 |
| ---- | ---- | ---- | ---- | ---- | ---- | ---- | ---- | ---- |
| 628  | 605  | 493  | 499  | 458  | 520  | 544  | 599  | 630  |

| 2019 | - | - | - | - | - | - | - | - |
| ---- | - | - | - | - | - | - | - | - |
| 637  | - | - | - | - | - | - | - | - |

## Culture locale et patrimoine

### Lieux et monuments

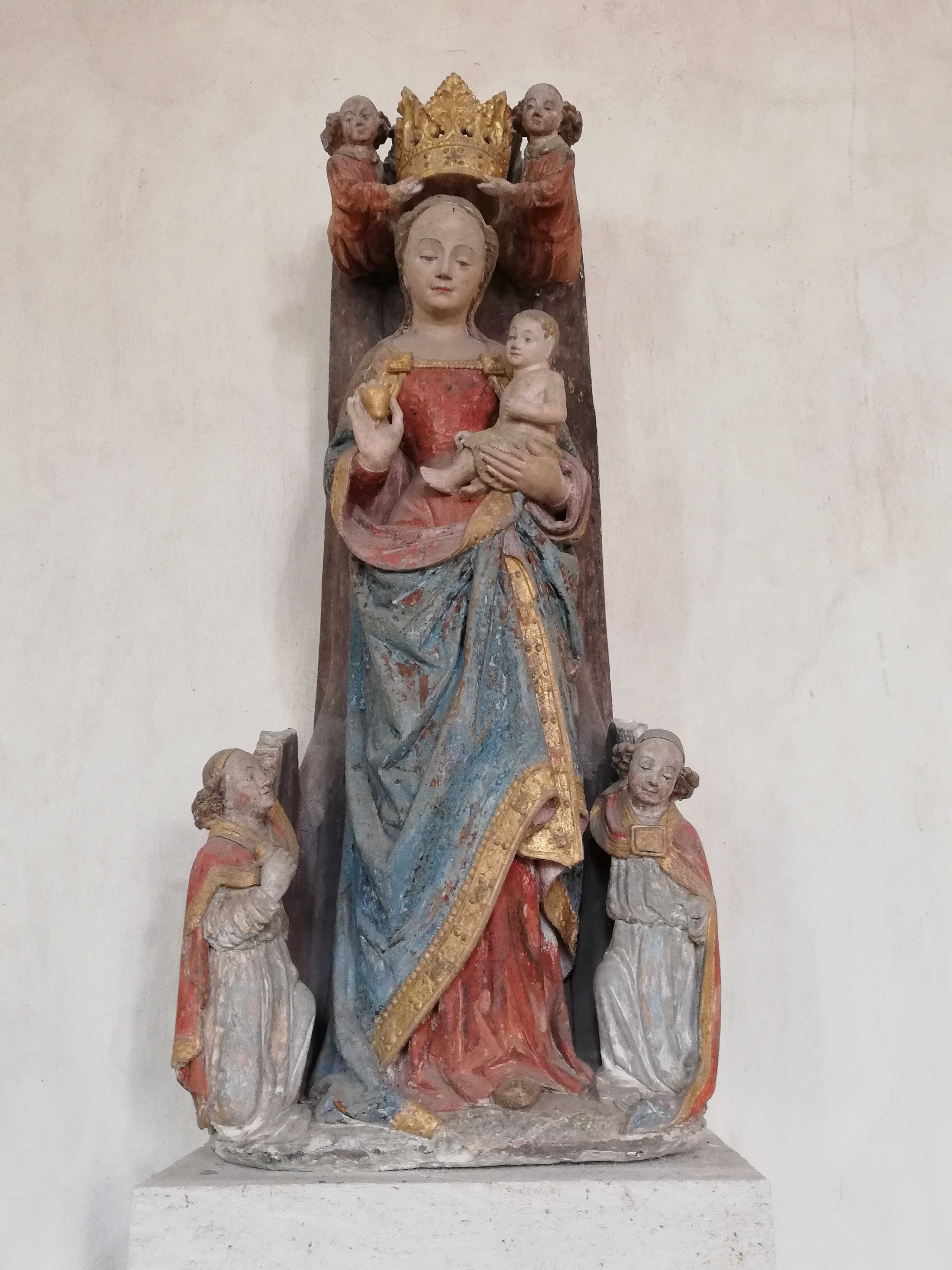
Vierge à l'enfant couronnée par les anges.

- Camp romain inachevé (sans enceinte) aux Castillions, indiqué par Charles de Gerville.
- Église Notre-Dame des Anges du XVe siècle[14] au clocher octogonal orné aux quatre points cardinaux d'un ange. Elle abrite un retable aux douze Apôtres du XVe[15] et un groupe sculpté en haut-relief « la glorification de la Vierge » de la fin du XVe siècle[16] classés au titre objet aux monuments historiques, d'inspiration picardes et flamandes, et qui appartient à une même communauté stylistique que les Vierges à l'Enfant de Saint-Germain-sur-Ay, d'Orglandes ou Gatteville[17], un calice du XVIIe, une Vierge remettant le rosaire, les statues d'un saint diacre du XVe, de saint Michel du XIXe, une verrière de Fialeix du XIXe[18].
- Manoir du Danois du XVIe siècle.
- Manoir du Lanquetot.
- Manoir de l'Establerie.
- Motte castrale à Valjoie, à flanc de coteau, au sud et à 100 m[19] du manoir du Valjoue(s)t ou Valjoie des XVIe – XVIIIe siècles avec un escalier à vis dans la tour.
- Manoir de Malassis du XVIIe siècle. Pendant l'Occupation, le général allemand commandant la 243e division d'infanterie, Heinz Hellmich (1890-1944) s'y était installé[18].
- Pont romain dit « pont de Malassis ». Construit en moellons de grès, il constitue l'un des franchissements de la Scye[20].
- Croix de chemin dite la Croix Morain du XVIIe siècle et sur la D 902 du XVIIe siècle.